# Diapericera
Diapericera là một chi bọ cánh cứng trong họ Chrysomelidae.
Chi này được Lacordaire miêu tả khoa học năm 1848.

## Các loài
Các loài trong chi này gồm:
- Diapericera cornellsbergi Erber & Medvedev, 2003
- Diapericera karooensis Erber & Medvedev, 2003